# Sajas
Sajas (okzitanisch gleichlautend) ist eine französische Gemeinde mit 105 Einwohnern (Stand: 1. Januar 2022) im Département Haute-Garonne in der Region Okzitanien (zuvor Midi-Pyrénées). Sajas gehört zum Arrondissement Muret und zum Kanton Cazères. Die Einwohner werden Sajasains genannt. 

## Geografie
Sajas liegt etwa 48 Kilometer südwestlich von Toulouse. Sajas wird umgeben von den Nachbargemeinden Le Pin-Murelet im Norden, Lautignac im Osten und Südosten, Montastruc-Savès im Süden und Westen sowie Montpézat im Westen und Nordwesten.

## Bevölkerungsentwicklung
| Jahr                      | 1962 | 1968 | 1975 | 1982 | 1990 | 1999 | 2006 | 2013 |
| Einwohner                 | 103  | 96   | 65   | 62   | 71   | 82   | 90   | 113  |
| Quelle: Cassini und INSEE |      |      |      |      |      |      |      |      |

## Sehenswürdigkeiten
- Kirche Saint-Martin, seit 1953 Monument historique

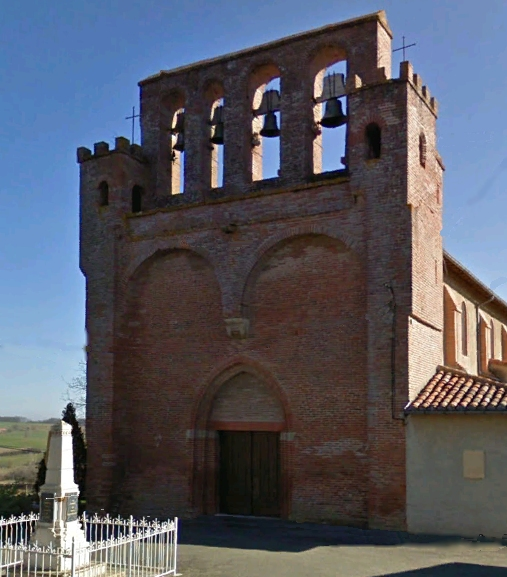
Kirche Saint-Martin